# Johann Georg Hamann
Johan Georg Hamann, zwany "magiem północy" (ur. 27 sierpnia 1730 w Królewcu, zm. 21 czerwca 1788) – filozof i teolog niemiecki. 

## Życiorys
Mieszkał w Królewcu, był przyjacielem Immanuela Kanta. Był pietystą, co skłaniało go do niewiary w rozum i przekonanie, że dziecięca wiara w Boga jest jedynym rozwiązaniem problemów filozoficznych. Dlatego też uważa się go za przedstawiciela tendencji antyoświeceniowych (zob. Oświecenie), który wywarł wpływ na irracjonalistyczne wątki Sturm und Drang.
Hamann broni integralności człowieka krytykując oświeceniowy rozdział między teorią a praktyką i rozumem a uczuciem. Źródłem tej krytyki nie jest jednak romantyczny kult uczucia, ale introspektywna protestancka pobożność typu barokowego. 
Wywarł znaczne wpływ na preromantyzm, romantyzm i egzystencjalizm, w szczególności na Herdera, Goethego, Jacobiego, Hegla i Kierkegaarda. Jego dzieła ukazały się w przygotowanym przez Josepha Nadlera kanonicznym wydaniu Sämtliche Werke (1949-1957).
Hamann był też muzykiem (grał na lutni).

## Dzieła
- 1758/59 Gedanken über meinen Lebenslauf
- 1758 Biblische Betrachtungen
- 1759 Sokratische Denkwürdigkeiten
- 1760 Versuch über eine akademische Frage
- 1760 Die Magi aus dem Morgenlande
- 1761 Vermischte Anmerkungen über die Wortfügung der frz. Sprache
- 1761 Wolken. Ein Nachspiel Sokrat. Denkwürdigkeiten
- 1761 Abaelardi Virbii Chimär. Einfälle über den zehnten Theil die Briefe die Neueste Litteratur betreffend
- 1762 Essais à la Mosaique
- 1762 Kreuzzüge des Philologen (zbiór, m.in. Aesthetica in nuce)
- 1762 Schriftsteller und Kunstrichter
- 1762 Leser und Kunstrichter
- 1772 Des Ritters v. Rosencreuz letzte Willensmeynung über den göttl. u. menschl. Ursprung der Sprache
- 1773 Neue Apologie des Buchstabens h
- 1774 Christiani Zacchaei Teleonarchae Prolegomena über die neueste Auslegung der ältesten Urkunde
- 1775 Versuch einer Sibylle über die Ehe
- 1779 Konxompax. Fragmente einer apokryph. Sibylle über apokalypt. Mysterien
- 1784 Golgatha und Scheblimini. Von einem Prediger in der Wüsten

### Wydania zbiorowe
- Hamann’s Schriften, 8 tomów, red. Friedrich Roth, Reimer, Berlin 1821-1843 (Wersja cyfrowa)
- Sämtliche Werke, 6 tomów, red. Josef Nadler, 1949–1957, reprint 1999

## Literatura przedmiotu
- Georg Baudler, Im Worte sehen. Das Sprachdenken Johann Georg Hamanns, Bonn 1970
- Oswald Bayer, Zeitgenosse im Widerspruch. Johann Georg Hamann als radikaler Aufklärer, München 1988
- Karl Carvacchi, Biographische Erinnerungen an Johann Georg Hamann, den Magus in Norden, Regensberg, Münster 1855 (Wersja cyfrowa)
- Bernhard Gajek, Ernst Jünger und Johann Georg Hamann, w: "Etudes Germaniques" 51 (1996), s. 677-692.
- Bernhard Gajek, Ernst Jüngers Hamann Erlebnis w: Günter Figal, Georg Knapp (red.), Verwandtschaften. Jünger-Studien t. 2, Attempo, Tübingen 2003, s. 53-73
- Anna Lydia Huber, Feministische Spuren-Suche. Hamann, w: "Die Grüne F Abyss", nr.3 (X 1989), s. 7 i nn.